# Scaphytopius fuscicephalus
Scaphytopius fuscicephalus är en insektsart som beskrevs av Hepner 1946. Scaphytopius fuscicephalus ingår i släktet Scaphytopius och familjen dvärgstritar. Inga underarter finns listade i Catalogue of Life.